# Арарат (станція, Вірменія)
Арарат (вірм. Արարատ) — залізнична станція в однойменному місті. Розташована на ділянці Масіс — Єрасх.

## Сполучення
Пасажирське сполучення представлене трьома електропоїздами:
- Єрасх — Єреван;
- Арарат — Єреван;
- Арарат — Єреван.

Відстань до станції Єреван — 48 км, час в дорозі 65 хвилин, вартість 250 драм. Відстань до станції Єрасх — 17 км, час у дорозі 45 хвилин.
Пасажирських поїздів далекого сполучення немає.
Вантажне сполучення досить жваве. Головними підприємствами, що обслуговуються, є Араратська золотообробна компанія та Араратський цементний завод.